# 関口シュン
関口 シュン（せきぐち しゅん、 1957年5月22日 - ）は、日本の漫画家、絵本作家、占星術研究家。東京都出身。男性。

## 略歴
1957年5月22日、東京都北区滝野川で生まれ、文京区本駒込で育つ。
1974年(17歳)、漫画家を志すべく高校を中退、沖縄まで放浪の旅に出る。
1975年(18歳)、憧れの漫画家永島慎二に師事。最後の内弟子として3年半務める。
1979年(22歳)、独立、月刊「ガロ」で漫画家デビュー。以後、青年誌、少年誌等で活躍。また、児童書、学習関係、絵本などの活動は多岐にわたる。
1983年(26歳)、以前より親しんできた占星術をこの頃より本格的に研究、実践をはじめる。
1991年(34歳)、この頃より占星術を教える講師としても活躍。
2012年4月、生まれ育った東京を離れ、山形県山形市に移住。

## 漫画単行本
- 富豪刑事（原作：筒井康隆、講談社、コミック・ノベルス、1985年）
- 男の鑑です（リイド社、SPコミックス、1987～1988年、全4巻）
- That’s敬礼（リイド社、SPコミックス、1988～1989年、全4巻）
- CREATURES（クリーチャーズ） （東京三世社、マイ・コミックス、1987年）
- LA SORCIERE（ラ・ソルシェール） （東京三世社、マイ・コミックス、1988年）
- FOOT GEAR（フット・ギア）（少年画報社、ヒットコミックス、1988～1990年、全6巻）
- 地球力者ジーマ（リイド社、SPコミックス、1992年、全2巻 ）
- ヴィーナス（リイド社、SPコミックス、1993～1994年、全2巻）
- 餓狼伝説3（リイド社、SPコミックス、1996年）
- オリオンの腕に抱かれて（シナリオ：原麻紀夫、リイド社、SPコミックス、1999年、全2巻）

## 児童書・絵本等
- 子守唄誘拐事件（作・中野幸隆）（文渓堂、1991年）
- げた箱の神さま（作・関谷ただし）（文渓堂、1993年）
- ヤマメのがっこう（佼成出版社、1996年）
- 星空の話（福音館書店、1998年）
- ようこそトンボの国へ（作・大西伝一郎）（佼成出版社、1998年）
- じゃあ、またあした―熱血・山田先生の分校ものがたり（作・山田貞夫）（共同文化社、1998年）
- おじいちゃんの応えん団（作・早川真知子）（文研出版、1999年）
- 風街ろまん―ようこそ、学童保育へ（草土文化、2000年）
- クリーニングやさんのふしぎなカレンダー（作・伊藤充子）（偕成社、2000年）
- 錨を上げて―ぼくらのブラスバンド物語（作・藤田のぼる）（文渓堂、2001年）
- 佐藤家のデジタル生活（作・七海陽）（草土文化、2002年）
- コウノトリのふるさと（佼成出版社、2003年）
- ロケットにのって（作・泉啓子）（新日本出版社、2003年）
- クロシオ小島のヤギをすくえ（作・漆原智良）（国土社、2004年）
- ニホンカワウソをたずねて（作・大西伝一郎）（佼成出版社、2004年）
- とびっきりの日々（作・吉田道子）（新日本出版社、2004年）
- フルーツドロップ（作・あかねるつ）（新日本出版社、2005年）
- 青空のポケット（作・泉啓子）（新日本出版社、2006年）
- 月の力のひみつ（子どもの未来社、2014年）

## 師匠
- 永島慎二